# Poropopó
Poropopó é um filme infantil brasileiro de 2023, dirigido por Luís Antônio Igreja e roteirizado por Denise Bernardes e Rodrigo Parra, a partir de uma criação de Bernardes. Estrelado por Letícia Pedro, o filme acompanha Julieta, uma palhacinha adolescente que vive em um circo nômade mas tem sua vida mudada quando seus pais decidem residir numa cidade próxima. No elenco, Luigi Montez, André Garcia Alvez, Ludmilla Silva, Amir Haddad e André Abujamra interpretam os demais papéis principais.
Poropopó teve sua estreia na 45ª Mostra Internacional de Cinema de São Paulo e foi lançado nos cinemas do Brasil em 9 de fevereiro de 2023 pela Cavídeo. O filme obteve desempenho comercial baixo devido a sua pequena distribuição, gerando uma receita de R$ 5.8 mil. Foi recebido com críticas mistas por parte dos críticos cinematográficos que, em geral, o consideraram como fraco para abordar as discussões que o enredo promove.

## Sinopse
Julieta (Letícia Pedro), uma palhacinha adolescente, reside com sua peculiar família em um circo nômade. A reviravolta em sua vida ocorre quando seus pais decidem abandonar o circo em busca de uma vida na cidade próxima. Mantendo seus trajes típicos, a família enfrenta, com humor e alegria, as desafios da adaptação a esse novo ambiente. Enquanto seus pais tentam se acostumar com o ritmo frenético da vida urbana, Julieta faz novas amizades e organiza um espetáculo circense no bairro, introduzindo a tradição circense na cidade e aquecendo alguns corações antes frios.

## Elenco
- Letícia Pedro como Julieta[3]
- Luigi Montez como Romeu
- André Garcia Alvez como pai de Julieta
- Ludmilla Silva como mãe de Julieta
- Amir Haddad como avô
- André Abujamra como avó Mulher Barbada
- Daniel Gonzaga como homem

## Produção

### Concepção
O filme aborda o "encontro de diferentes" por meio de uma estratégia narrativa singular, utilizando uma linguagem poética, universal e imagética. Essa abordagem se baseia em técnicas como a linguagem gestual, gromelô, efeitos sonoros e stop motion, conforme explicado pela autora Denise Bernardes. A concepção do filme teve origem no argumento criado por ela, em colaboração com o produtor Rodrigo Parra, que posteriormente desenvolveram o roteiro. Após apresentar a ideia a Roberto Farias, este encorajou Denise, dizendo: "Chame seus amigos mais talentosos e faça esse filme". Denise e Rodrigo, então, convidaram Luis Antônio Igreja, especialista em representação da linguagem gestual e diretor da Companhia do Gesto, para dirigir o filme, contando com a participação de boa parte do elenco da companhia.

### Desenvolvimento

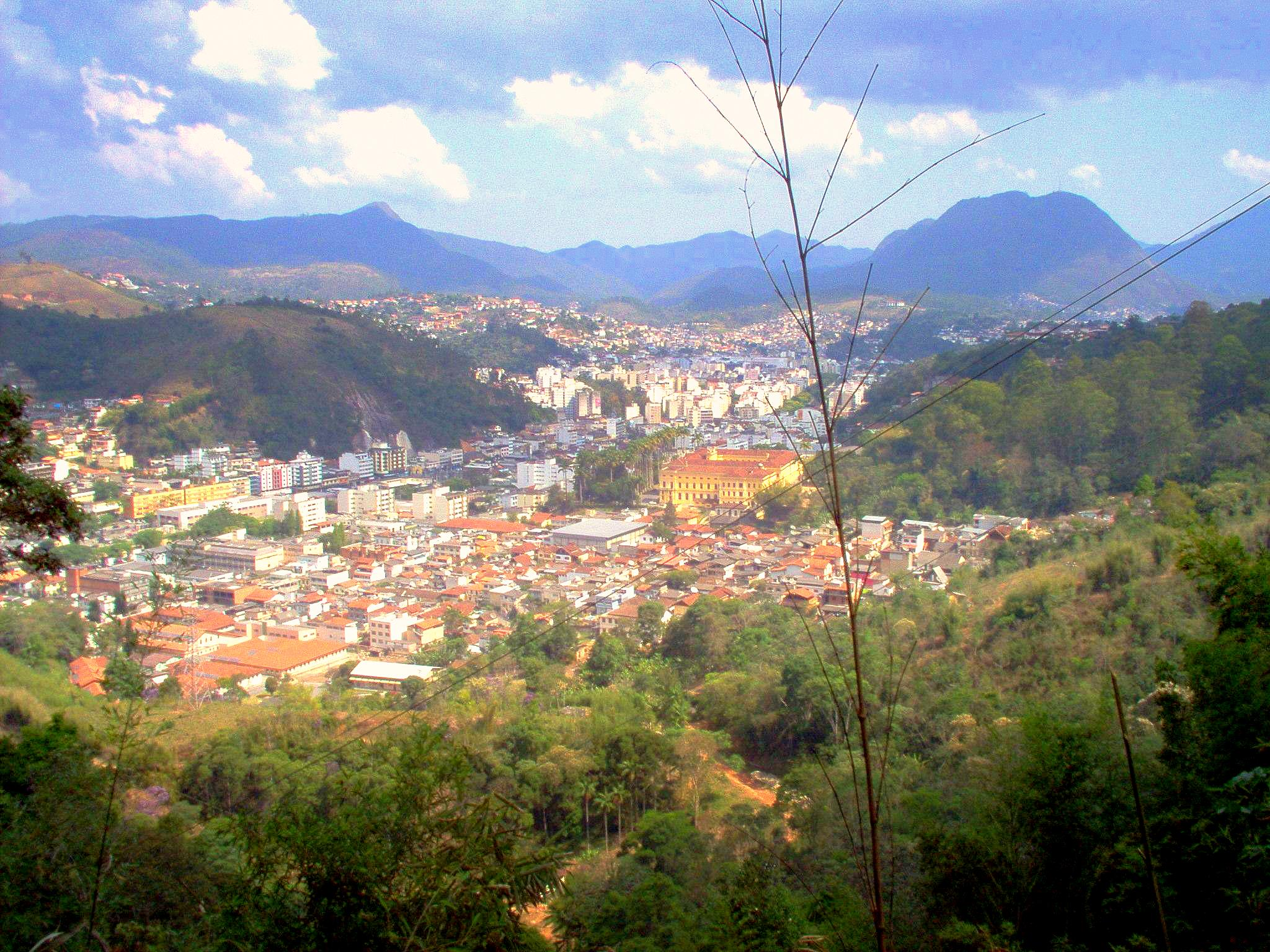
Nova Friburgo serviu de cenário para as filmagens do filme.

As gravações do filme ocorreram inteiramente em Nova Friburgo, Rio de Janeiro. Boa parte do elenco da produção foi composta por atores de teatro locais de Nova Friburgo.

## Lançamento
Poropopó foi selecionado para a 45ª Mostra Internacional de Cinema de São Paulo, em 2021, dentro da Mostra Brasil e Competição Novos Diretores. No Reino Unido, foi exibido durante o The Children’s International Film Festival of Wale. Também participou das mostras do 7 Colors Lagoon Bacalar International Film Festival e do Festival Internacional de Cine Infantil y Juvenil CaliBélula, na Colômbia. Poropopó ainda participou de diversos oturos eventos cinematográficos, incluindo a 25ª Mostra de Cinema de Tiradentes, a 21ª Mostra de Cinema Infantil de Florianópolis, a 1ª Mostra de Cinema do Vale da Ribeira (SP), a 1ª Mostra de Cinema Infantil de Tumiritinga (MG), o Corujinha 2022, o 45º Festival Guarnicê de Cinema e a 17ª Mostra de Cinema de Ouro Preto (MG). Além disso, o filme foi exibido no Festival Audiovisual Infantil (FICAIJ) na Venezuela e Colômbia, no Festival Avanca Gigantes 2022 em Portugal, e no Stockholm City Festival 2022 na Suécia.
O filme foi lançado nos cinemas do Brasil em 9 de fevereiro de 2023 pela Cavídeo, com sessões limitadas no Rio de Janeiro. Uma sessão de pré-estreia nacional ocorreu no 19º Festival Internacional de Cinema Infantil (Fici), no Rio.

## Recepção

### Bilheteria
Poropopó não obteve sucesso comercial. O filme teve uma pequena distribuição no circuito nacional, ocupando apenas 6 salas de cinema. De acordo com a Ancine, Poropopó foi assistido por 479 pessoas e gerou uma receita de R$ 5.280,00. Permaneceu em cartaz por 27 dias somando 40 sessões de exibição.

### Resposta da crítica
Vitor Velloso, em sua crítica para o website Vertentes do Cinema, escreveu que, embora Poropopó não alcance uma solidez para concretizar plenamente as discussões que tenta abordar, destaca-se por sua encantadora habilidade em transitar entre diversas formas. O filme também ilustra como o sentimento de união na comunidade local pode modificar a realidade por meio da solidariedade e de manifestações culturais duradouras, desvinculadas das preocupações constantes com o presente ou fantasmas do passado. Juliana Ferreira, em sua crítica, escreveu: "Usar o cinema mudo com um centro, e ao mesmo tempo encantar e se fazer entender, é algo raro. E temos aqui uma história que encanta adultos e crianças, além de trazer elementos com sonhos, criatividade, força e encanto, coisas que a magia do circo podem proporcionar".

### Prêmios e indicações
| Ano  | Associações                                                  | Categoria                    | Recipiente(s) | Resultado | Ref.  |
| ---- | ------------------------------------------------------------ | ---------------------------- | ------------- | --------- | ----- |
| 2022 | Festival Internacional de Cine Infantil y Juvenil CaliBélula | Menção Honrosa do Júri       | Poropopó      | Venceu    | [ 5 ] |
| 2022 | The Children’s International Film Festival of Wale           | Melhor Filme                 | Poropopó      | Venceu    | [ 5 ] |
| 2023 | Festival Ibero-Americano de Cinema de Caracas                | Melhor Filme Ibero-Americano | Poropopó      | Indicado  |       |